# Houppelande

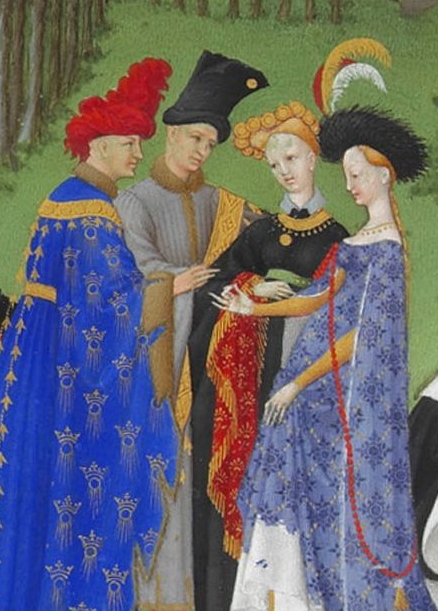
Houppelandes masculine et féminine dans les Très Riches Heures du duc de Berry, vers 1410

Une houppelande était un long vêtement constituant le haut d'un costume habillé, masculin ou féminin des XIVe et XVe siècle. Originaire du sud de la France ou d'Italie, elle se répand rapidement dans toute l'Europe. La houppelande à été déclinée en trois tailles différentes, la mi-longue était nommée haincelin. On constate deux périodes dans l'évolution de la houppelande : 
- de 1360 à ~1425 où elles sont sont amples avec de très longues manches et sont aussi bien pour hommes que pour femmes, avec des tissus très chamarrés.
- de ~1425 à 1480 où elles ne sont plus portées que par les hommes et deviennent plus près du corps avec des manches classiques, confectionnées avec des tissus élégants mais moins ostentatoire voire austère.

Pour les hommes, ce vêtement était porté au-dessus du pourpoint (fin XIVe siècle) ou du doublet (tout au long du XVe siècle) afin de créer une silhouette à taille de guêpe,.

## Historique
La houppelande apparaît vers 1360 dans le sud de la France ou l'Italie ou elle est alors appelée pelando.Elle se répand ensuite dans toute l'Europe ou elle devient le principal vêtement à la mode. Elle tombe très lentement en désuétude après 1420 au profit de versions plus courtes dont le haincelin, et la version encore plus courte, mi-cuisse. D'ailleurs au milieu du XVe siècle, l'appellation évolue puisqu'on ne parle plus de houppelande mais plus simplement de robe,. Très fantaisiste et chamarrée dans les premières versions, la houppelande gagne progressivement en sobriété des les années 1420.  Après 1480, on ne la trouve presque plus dans les cours et lieux de vie de la haute société. Elle perdure un peu dans les campagnes et les milieux universitaires pendant les premières décennies du siècle suivant. Elle sera remplacée par un manteau ouvert dans sa version longue et par le pourpoint dans sa version courte. Pour les femmes, elle cesse d'être utilisée vers le milieu du XVe siècle. Elles portent alors la robe dite à tassel ou robe à col en V inspirée directement de la houppelande qui devient dès lors uniquement masculin.
On retrouve initialement la houppelande à la cour de France ainsi que dans celles des grands seigneurs français tel le duc de Berry. Puis sera particulièrement en vue à la cour des ducs de Bourgogne dont elle fut emblématique, notamment vers le milieu du XVe siècle. 

## Description

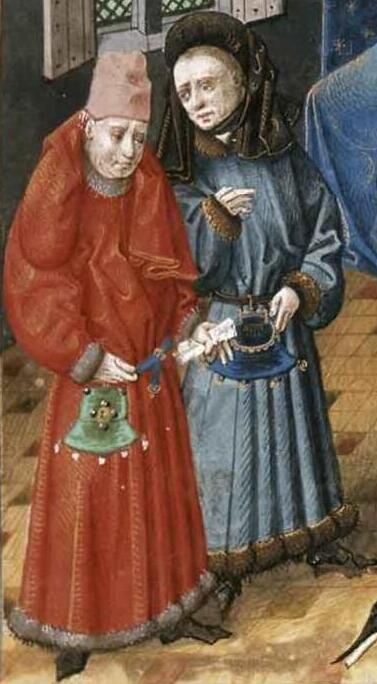
Houppelande vers le milieu du XVe siècle. Jean Mielot à la cour de Philippe le Bon.

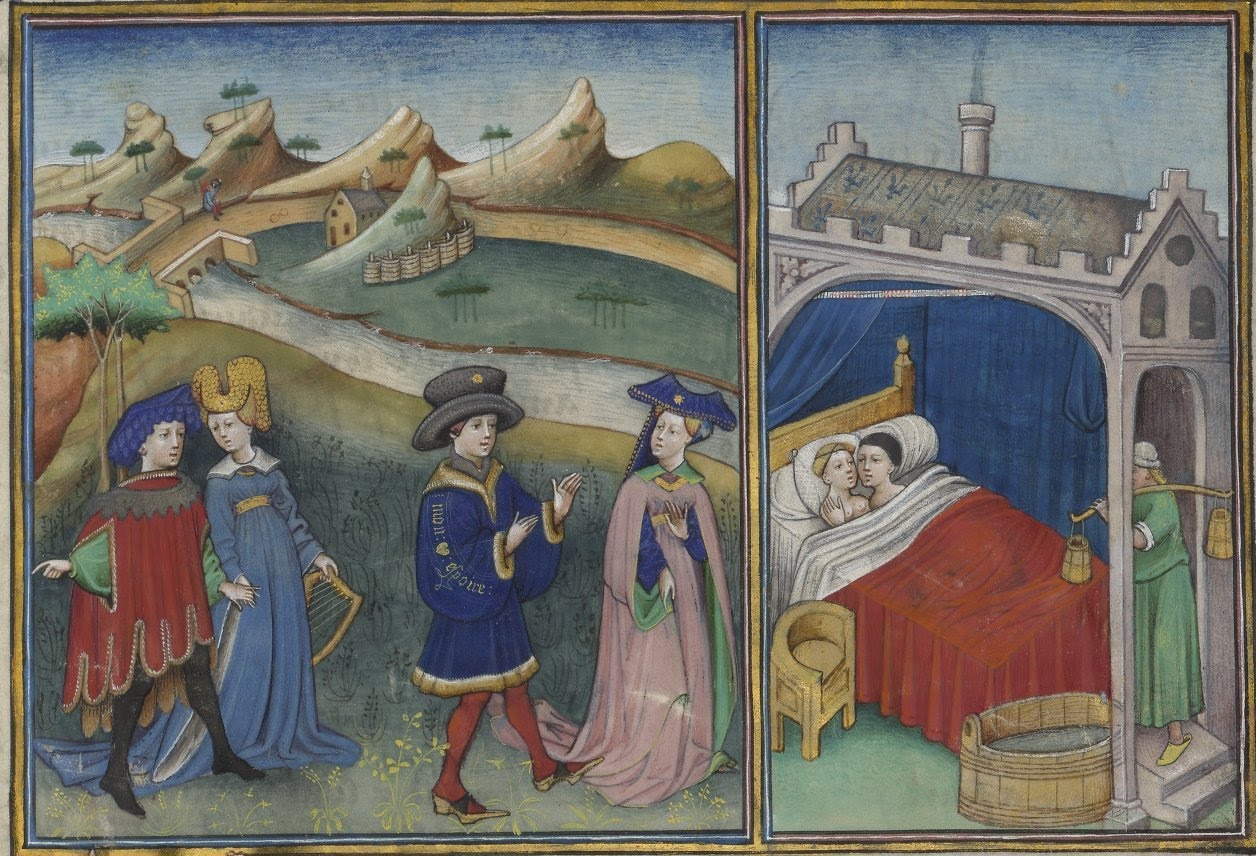
Houppelande (robe) du milieu XVe siècle (en bleu au milieu).

La houppelande est un vêtement qui couvre le corps du cou au pieds, et souvent doublée de fourrure. Elle pouvait être tanto fermée comme une robe, tanto ouvrable sur le devant comme une sorte de robe de chambre, surtout pour la version féminine qui pouvait être pourvue d'une traîne. Initialement la houppelande était très longue et très ample, avec de très longues manches allant jusqu'au sol. Ces manches sont souvent de forme triangulaires et très large au niveau du poignet ou, pour des usages pratiques, pouffant et se resserrant au niveau des poignets. Un collet droit et montant la tenait assujettie au cou. Pour les femmes elle était ajustée au corsage et serrée à la taille par une large ceinture qui soutenait la poitrine. Elle se portait par dessus leur robe et non à leur place. À partir des années 1420 la houppelande perd ses longues manches et sa taille ample et devient plus proche du corps en étant ornementée par un système de plis,. Les manches deviennent bouffantes et se resserrent au niveau des poignets, les emmanchures, le col et le bas du vêtement sont le plus souvent doublées de fourrure pour montrer la richesse du personnage. Le col de l'houppelande redescend à la base du cou et c'est le "collet" du doubler (pourpoint) par dessous qui remonte.  

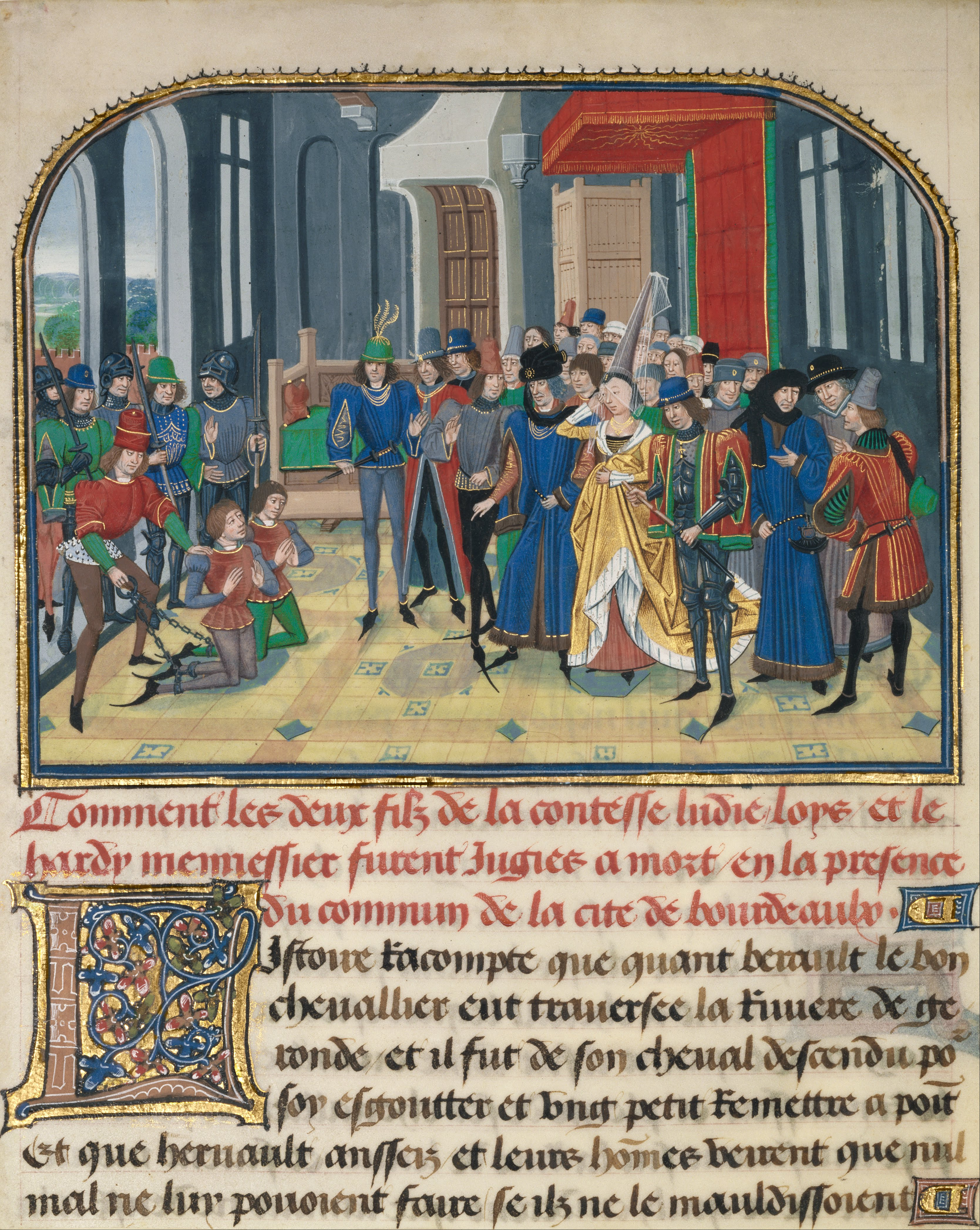
Sur cette enluminure de Loyset Liedet, on peut voir les 3 sortes (tailles) de houppelandes, vers 1465.

Il y avait trois tailles de houppelande qui s'employait différemment selon l'occasion et la période donnée: 
- La longue (jusqu'aux pieds) est la première à apparaître. Elle était destinée à tenir chaud l'hiver et notamment lors des chevauchées. Quand les autres variantes apparaîtront, elle sera reléguée aux réceptions officielles et aux occasions solennelles[9].
- Le haincelin ou la mi-longue (jusqu'aux genoux) était porté par les jeunes gens à partir des années 1410 pour se démarquer de leurs aînés et destiné à un usage plus courant[9]. Il était notamment utilisé à la chasse[1].
- La version courte (mi-cuisses) fut utilisée pendant toute la seconde moitié du siècle. Elle était de mise notamment pour les bals et les festivités ou l'on dansait[1].

Elle était portée avec des chausses, des poulaines, un chaperon ou un bonnet de feutre dit bourguignon. A la taille était portée une fine ceinture, ou y était attaché une miséricorde ou dague à rouelle mais parfois aussi une aumônière richement brodée et décorée.
Ce vêtement est aussi très souvent orné de nombreuses décorations. Celles-ci ont pour but de montrer la gloire et le prestige de la personne portant la houppelande. L'extérieur est ainsi orné de broderies, de perles ou d'étoffes précieuses (exemple : passe-poil en tournure). L'intérieur peut lui être confectionné de velours, de satin, de laine ou le plus souvent de fourrure animale.

## Galerie

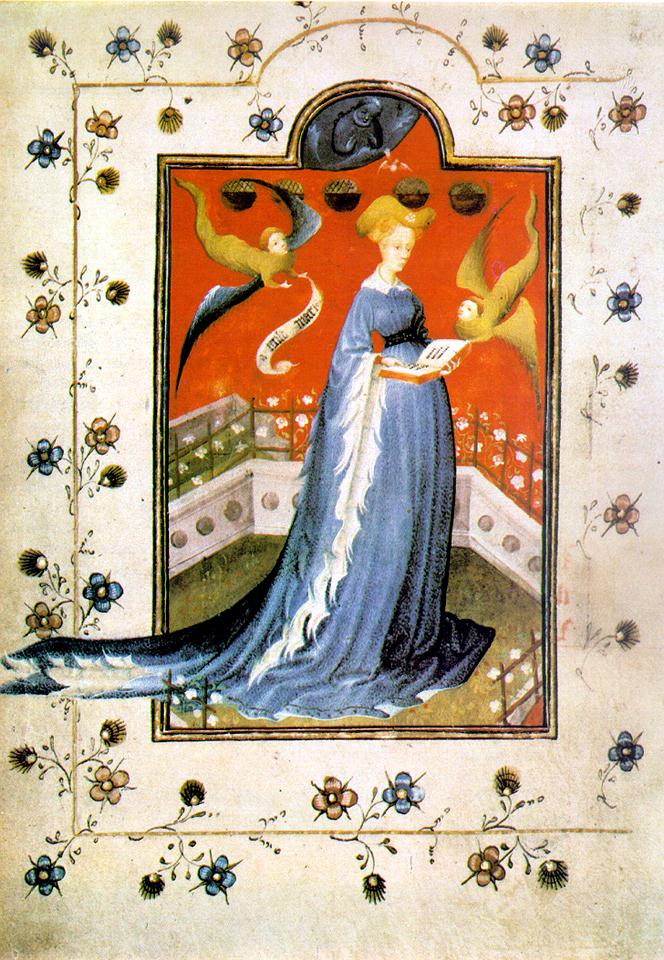
Houppelande féminine, vers 1415
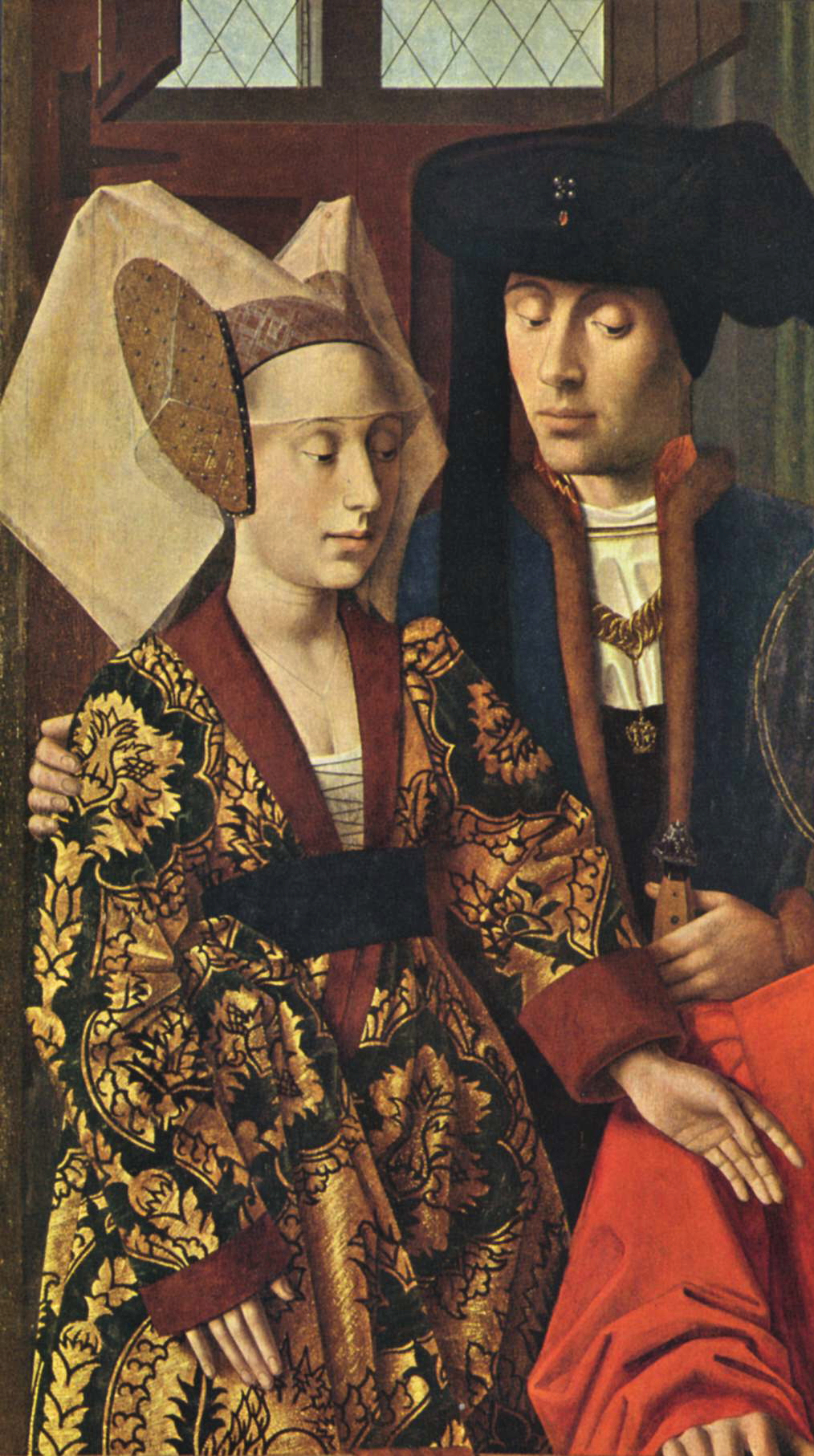
Couple en houppelande, vers 1440. (Petrus Christus)
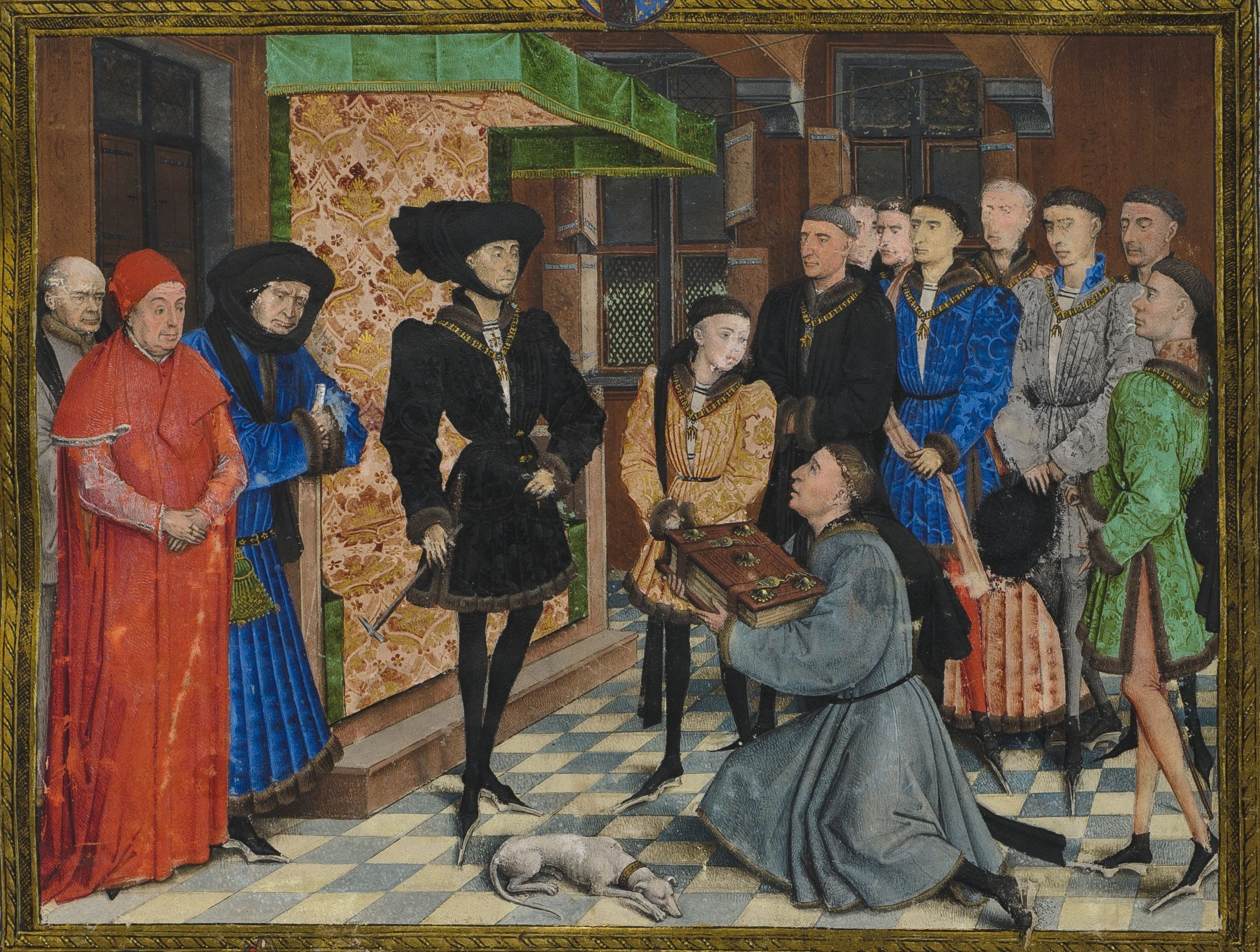
Cour de Philippe le Bon, en 1447 (Rogier van der Weyden)
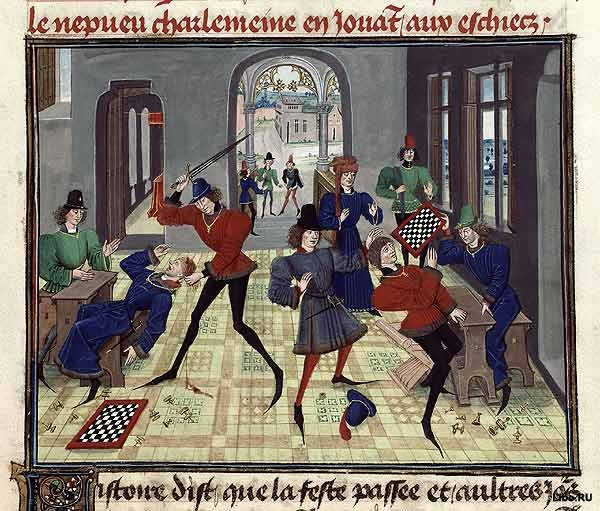
Houppelandes vers 1460 (Loyset Liedet)
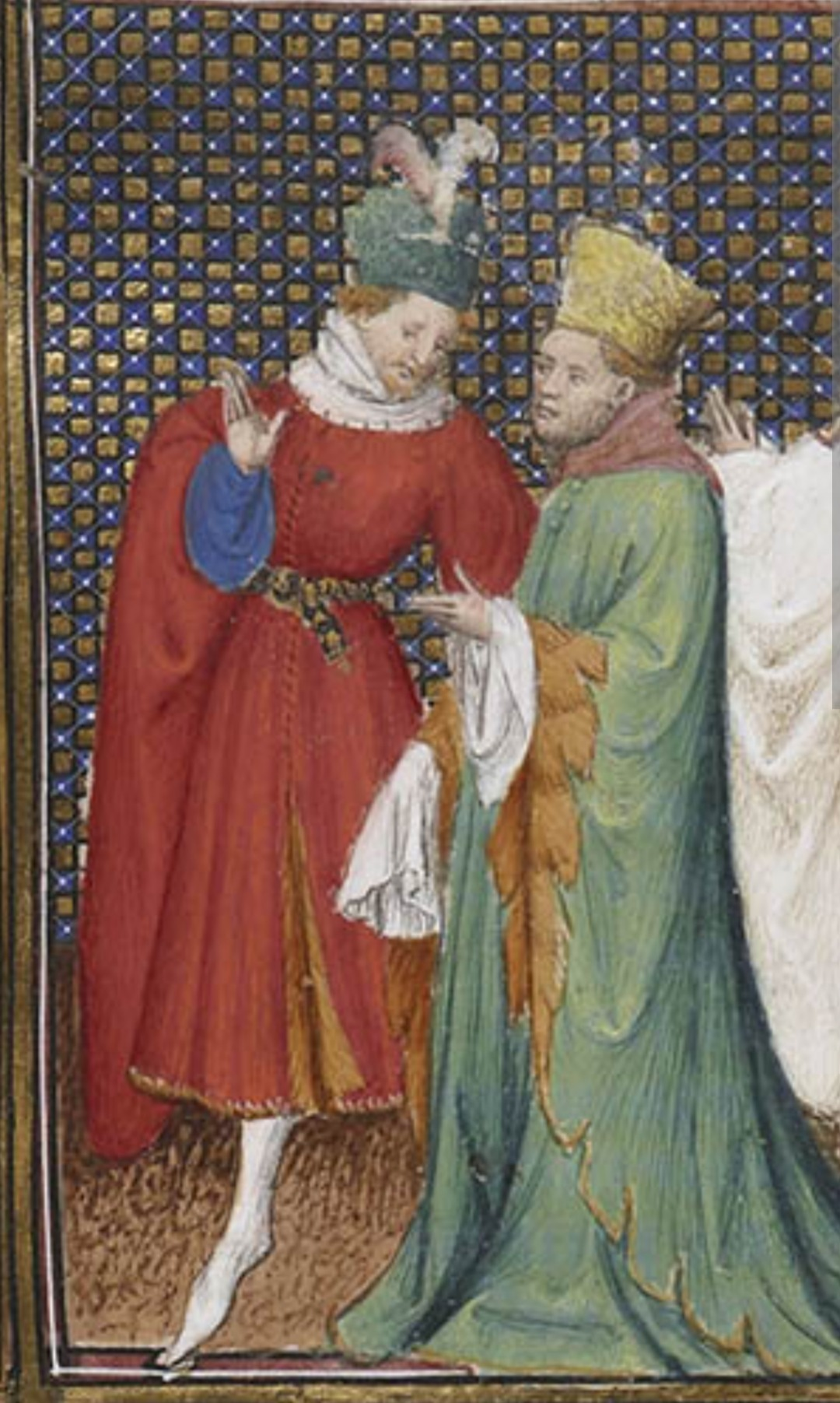
Houppelande des années 1410

## Étymologie
L'origine du mot « houppelande » n'est pas claire, une théorie affirme qu'il vient de l'Uplande, une province de la Suède, d'où proviendrait l'usage de ce vêtement. Une autre soutient que son origine est un habit italien appelé « pelando », dont les Provençaux auraient changé le nom en « lou peland », donnant ensuite « houppelande ». L'orthographe ancienne semble être « hopelande », et ainsi venir de l'ancien anglais « hop-pâda », signifiant pardessus.

## Haincelin

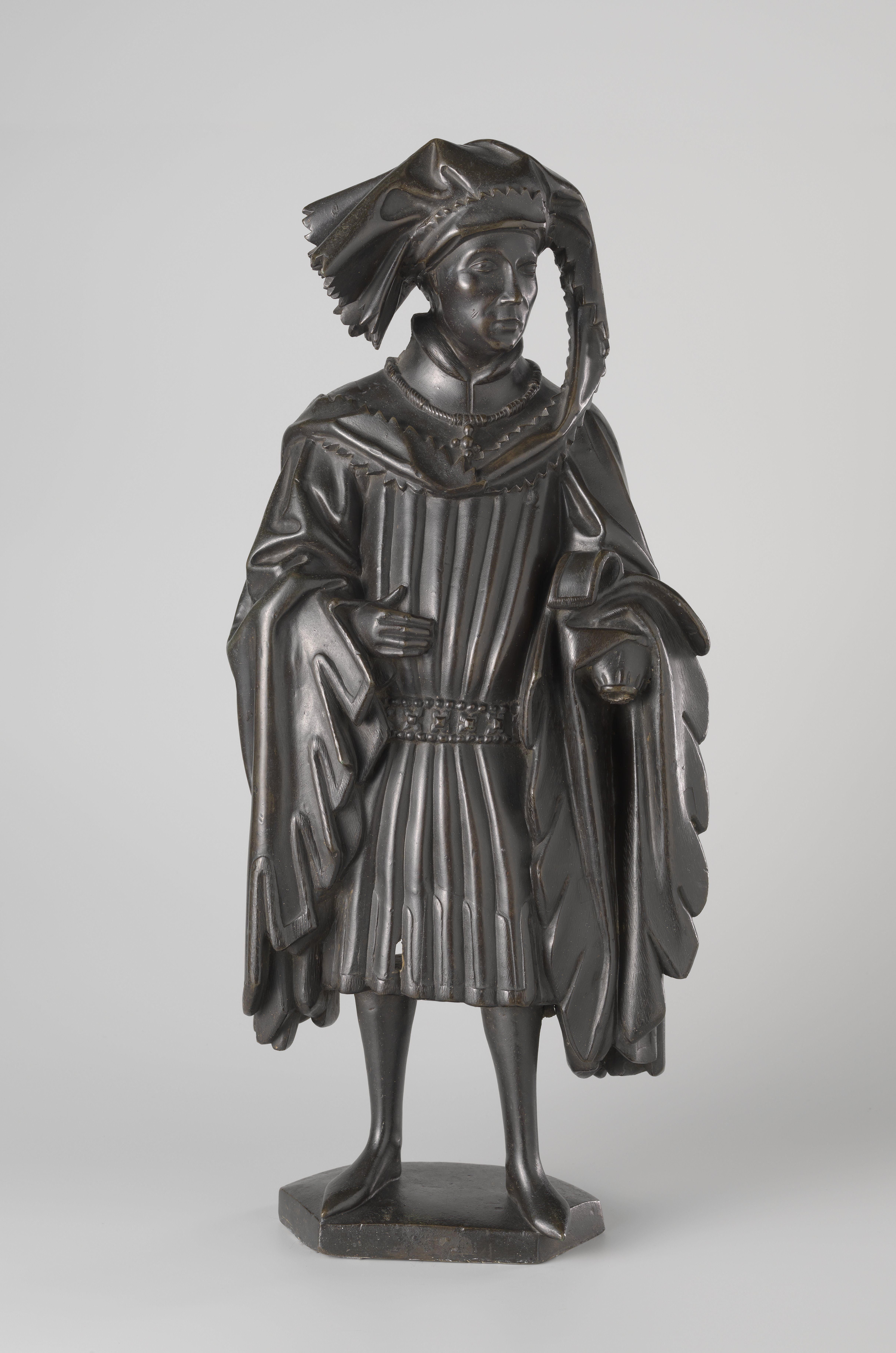
Haincelin, entre 1410 et 1430

Le haincelin nommée aussi houppelande battarde ou encore houppelande mi-jambe, est le nom donné à la version mi-longue (jusqu'aux genoux) de la houppelande masculine. Cette version qui exista entre 1410 et 1470 supplanta même la houppelande traditionnelle. Le nom viendrait du fou du roi Charles VI nommé Haincelin ou Hainselin Coq, qui était de petite taille. C'est à la cour de bourgogne sous Philippe le bon qu'elle fut le plus portée et le plus en vue, notamment entre 1430 et 1450. Elle est ensuite remplacée par le version courte, plus adaptée à la vie de cour et notamment des danses.